# Claudio Pérez (ciclista)
Claudio Pérez (nascido em 1 de março de 1957) é um ex-ciclista venezuelano que foi um dos atletas a representar o seu país nos Jogos Olímpicos de 1980, em Moscou.